# Zrušení poddanství v Rakouském císařství

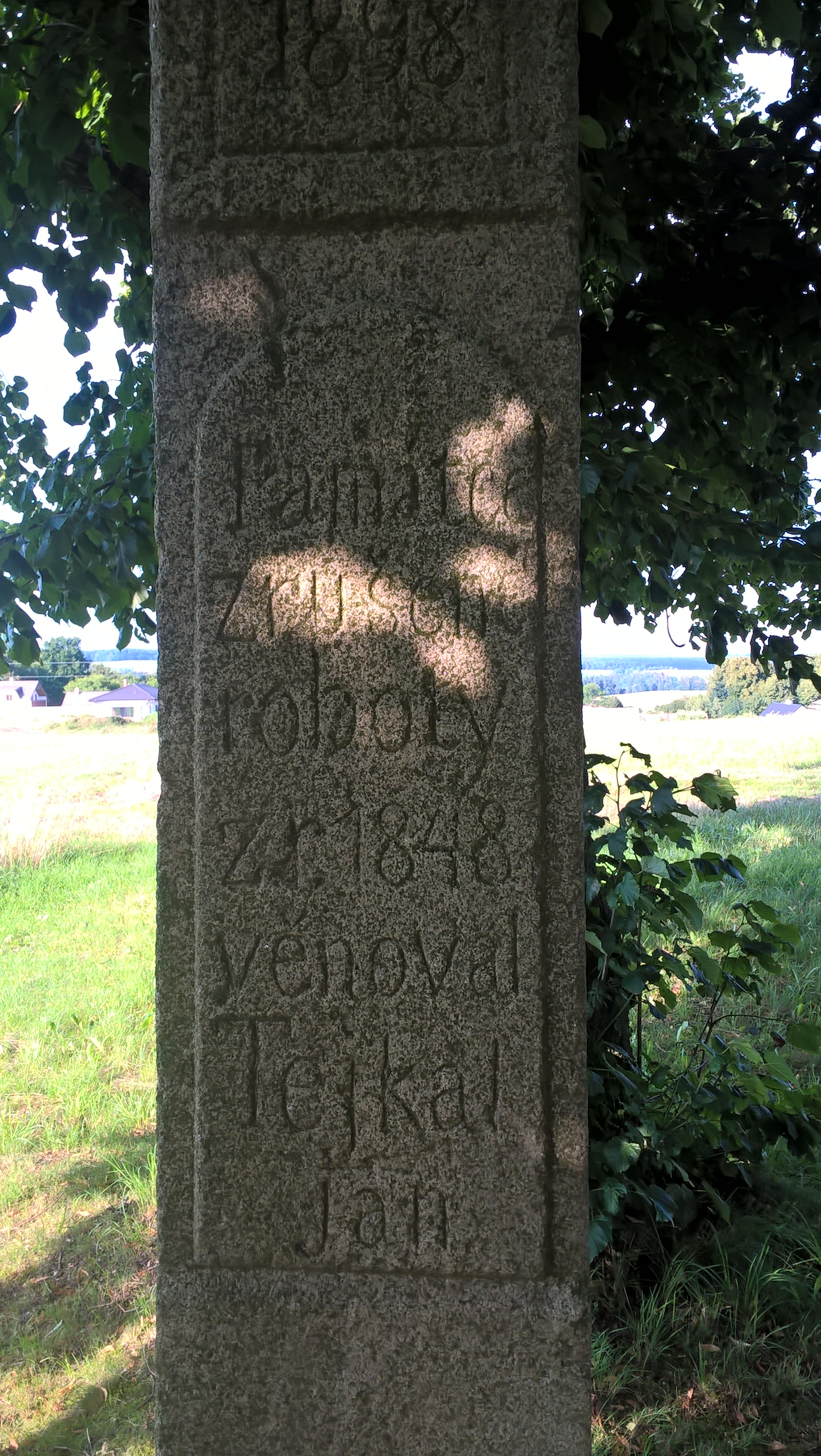
Památník zrušení roboty u Nové Vsi u Světlé nad Sázavou

Zrušení poddanství v Rakouském císařství vyhlásil 7. září 1848 císař Ferdinand I. na návrh říšského sněmu. Ve sbírce zákonů a nařízení vyšel tento patent jako PGV 112/1848. Jelikož většina půdy byla majetkem vrchnosti, bylo třeba ji nejprve spolu s robotními povinnostmi vykoupit. Jednalo se také o zásadní ovlivnění stavovských výsad šlechty a o celkovou transformaci venkovské společnosti.

## Společenský kontext
Zrušení poddanství a robotnické povinnosti bylo očekáváno již od dob osvícenských reforem Josefa II., za kterého byly dokonce tyto povinnosti na čas převedeny na peněžní platby. Ke zrušení poddanství přispěl také fakt, že v polovině čtyřicátých let 19. století postihla rakouské císařství mimořádně silná hospodářská krize, kterou ještě prohloubila několikaletá neúroda. To pochopitelně způsobilo všeobecnou nespokojenost obyvatel a vedlo k několika protirobotním povstáním, která musela být na několika místech ukončena za pomoci vojenských sil. Rok 1848 přinesl habsburské říši další nepříjemnosti v podobě revolucí (leden – Itálie, březen – Vídeň, červen – Praha) a i když se monarchii podařilo revoluce potlačit, byla donucena k ústupkům, které měly za důsledek změnu poměrů. Již 28. března 1848 přijal císař patent, kterým se rušila robotní povinnost "nejdéle do roka" a za "přiměřenou náhradu". Tato vyhláška dokázala některé části venkova uklidnit, jiné se však bouřily o to víc, přestávaly robotovat a odmítaly platit. Zákon dovršující likvidaci středověkého feudálního systému přednesl 24. července na třetí schůzi říšského sněmu nejmladší poslanec, čtyřiadvacetiletý Hans Kudlich, rodák ze slezského Úvalna. Jednání o zákonu začalo 8. srpna. Z celkového počtu 354 přítomných zákonodárců bylo pro 174, proti bylo 144 a 36 se zdrželo hlasování. Konečné rozhodnutí padlo 7. září 1848, kdy císař na návrh Říšského sněmu přijal patent rušící robotu a všechny ostatní poddanské povinnosti.

## Vyvázání z poddanství
Zrušeno bylo poddanství ve všech zemích západní části monarchie spolu se všemi právy vrchnosti nad poddanými. Odstraňoval rozdíl mezi panskou a poddanskou půdou, všechnu půdu zbavoval břemen a zrušena byla poddanská břemena – naturální a peněžité dávky. Vydání patentu rušícího poddanství je hezká věc, ale nelze provést takovou radikální změnu ve společenském uspořádání ze dne na noc. A pak tu také zůstává problém onoho vykoupení se. Jeden z nejzásadnějších problémů bylo stanovení hodnoty rustikálu a robotních povinností. Pro vyřešení této zapeklité otázky byla ustanovena komise, jejímž úkolem bylo rozjet se do všech koutů českých zemí a vyčíslit hodnotu (nejen) hospodářsky využitelné půdy. Celková hodnota rustikálu českých zemí byla odbornou komisí odhadnuta na 90 000 000 zlatých (pro představu: roční plat vyššího úředníka 500 – 700 zlatých, učitele 130, dělníka 100 – 200 zlatých). Poddaní ovšem nemuseli zaplatit celou částku za své pozemky najednou, nýbrž měli možnost postupně si rozvrhnout splátky až na 20 let. Z této doby také pocházejí velice detailní soupisy většiny majetku a obyvatelstva českých zemí. Další zajímavostí je, že ze stanovené částky 90 milionů zlatých si jednu třetinu nárokoval stát a zbylé dvě třetiny přišly vrchnosti. Ovšem i do částky určené přímo šlechtě zasáhl stát a to zaplacením poloviny částky za poddané (fakticky stát tedy přišel o 30 000 000 zlatých).

## Další informace
Zrušení poddanství/roboty přípomínají také památníky, viz např. pomník Osvobozené půdy v Sedlišti, památník zrušení roboty u Nové Vsi, památník zrušení roboty v Teplicích aj.